# Banín
Banín (en allemand : Bohnau) est une commune du district de Svitavy, dans la région de Pardubice, en République tchèque. Sa population s'élevait à 302 habitants en 2024.

## Géographie
Banín se trouve à 10 km au sud de Svitavy, à 64 km au sud-est de Pardubice et à 153 km à l'est-sud-est de Prague.
La commune est limitée par Radiměř au nord, par Březová nad Svitavou à l'est, par Bělá nad Svitavou et Lavičné au sud, et par Rohozná et Stašov à l'ouest.

## Histoire
La première mention écrite du village date de 1291.

## Transports
Par la route, Banín se trouve à 7,5 km de Březová nad Svitavou, à 13 km de Svitavy et à 194 km de Prague. 